# Mistrzostwa Europy w Wędkarstwie Spławikowym (2018)
XXIV Mistrzostwa Europy w Wędkarstwie Spławikowym – mistrzostwa Europy w wędkarstwie spławikowym, które odbyły się w dniach 21–22 lipca 2018 w miejscowości Radeče w Słowenii, na rzece Sawie.

## Wyniki
W mistrzostwach udział wzięło trzydzieści drużyn narodowych.
Wyniki zespołowe:
- 1. miejsce:  Włochy,
- 2. miejsce:  Węgry,
- 3. miejsce:  Anglia,
- 6. miejsce:  Polska[1].

Wyniki indywidualne:
- 1. miejsce:  Giuliano Prandi, Włochy,
- 2. miejsce:  Jurij Spicow, Rosja,
- 3. miejsce:  Balázs Csöregi, Węgry[1].

Reprezentacja Polski miała następujący skład: Maciej Białdyga, Maciej Cesarz, Grzegorz Mazurczak, Adam Niemiec, Wiktor Walczak, Paweł Wlazło. Trenerem był Janusz Smalec.